# Tenisová sezóna Rogera Federera 2002
Tenisová sezóna Rogera Federera 2002 znamenala pro švýcarského tenistu
zisk tří singlových a dvou deblových titulů na okruhu ATP Tour. V lednovém finále sydneyského turnaje Adidas International zdolal argentinského hráče Juana Ignacia Chelu 6–4, 6–7 a 6–4. V květnu si po výhře nad Rusem Maratem Safinem 6–1, 6–3 a 6–4, připsal premiérový triumf v sérii Masters, když zvítězil na hamburské antuce. Tento titul znamenal premiérový průnik do elitní světové desítky v kariéře. Třetí trofej pak slavil v říjnu na vídeňském CA-Tennis Trophy, kde přehrál českého hráče Jiřího Nováka poměrem 6–4, 6–1, 3–6, 6–4. Jako poražený finalista odešel z halového Milan Indoor a miamského Mastersu NASDAQ-100 Open, kde podlehl Andremu Agassimu.
Na turnajích Grand Slamu se nejdále probojoval do osmifinále. Nejdříve na Australian Open, kde nestačil na Němce Tommyho Haase. Podruhé mezi poslední šestnáctkou skončil na US Open po porážce od svého stabilního deblového partnera Maxe Mirného.
Dva halové tituly ve čtyřhře získal v páru s Bělorusem Mirným. První si odvezli z únorového Rotterdam Open, kde poprvé na okruhu ATP obhájil titul. I následující rok 2003 se na něm probojoval do finále, ale na hattrick nedosáhl. Druhý triumf si pak odvezl z říjnového Kremlin Cupu hraného v Moskvě.
Za švýcarský tým podruhé nastoupil do Hopmanova poháru, kde s životní partnerkou Mirkou Vavrinecovou nepostoupili ze základní skupiny. V Davisově poháru plnil roli švýcarské jedničky. Zástupci země helvetského kříže byli vyřazeni v prvním kole Světové skupiny, když nestačili na Rusko.
Debutovou účast zaznamenal na závěrečném Turnaji mistrů – Tennis Masters Cupu, kde vyhrál základní Zlatou skupinu. V semifinále jej však vyřadila australská světová jednička Lleyton Hewitt po vyrovnaném průběhu 5–7, 7–5 a 5–7.
Na žebříčku ATP sezónu poprvé zakončil v elitní světové desítce dvouhry, když mu patřilo šesté místo. Ve čtyřhře figuroval na dvacáté páté příčce.

## Přehled sezóny

### Zimní a jarní sezóna na tvrdém povrchu

#### Hopman Cup
Novou sezónu otevřel na přelomu prosince a ledna druhou účastí na perthském Hopmanově poháru, kde obhajoval titul. Jeho spoluhráčkou již nebyla Martina Hingisová, ale životní partnerka Miroslava Vavrinecová, s níž udržoval vztah od olympijských her v Sydney. Švýcaři do turnaje zasáhli od prvního hracího dne 29. prosince 2001. Na úvod podlehli Austrálii 0:3, poté neuhráli ani bod na Španělsko, které je zdolalo také 3:0 a bez postupových šancí si v závěrečném duelu poradili s Argentinou 2:1. Ve čtyřčlenné skupině A tak obsadili třetí místo. Federer první dvě dvouhry proti Lleytonu Hewittovi a Tommymu Robredovi ztratil. Až závěrečný singl na mistrovství smíšený týmů ITF získal ve svůj prospěch, když hladce porazil Argentince Mariana Zabaletu. Spolu s Vavrinecovou vyhráli jedinou smíšenou čtyřhru proti argentinskému páru.

#### Adidas International
Oficiální sezónu okruhu ATP Tour rozehrál na Adidas International, turnaji z kategorie International Series a rozpočtem 381000amerických dolarů. V roli světové třináctky a nasazené dvojky si postupně poradil s hráči z první padesátky – Tommym Robredem, Xavierem Malissem a ve čtvrtfinále s bývalou chilskou světovou jedničkou Marcelem Ríosem po setech 6–7, 7–6, 6–3. V semifinále zdolal světovou patnáctku Andyho Roddicka a postoupil do svého prvního finále na australském kontinentu. V něm nezaváhal s překvapením turnaje, 67. mužem žebříčku Juanem Ignaciem Chelou z Argentiny, který prošel do hlavní soutěže z kvalifikace. Za padesát tři minut zahrál sedm es a nedopustil se žádné dvojchyby. Jihoameričan si v celém průběhu nevypracoval ani jednu breakovou šanci, naopak Federer využil všechny tři příležitosti na prolomení podání. Ziskem 175 bodů se v pondělní klasifikaci posunul o jednu příčku na 12. místo. K tomu obdržel finanční prémii 48 850 dolarů.

#### Australian Open
Od poloviny ledna se zúčastnil jako nasazený hráč číslo jedenáct Australian Open, grandslamu konaného v Melbourne Parku. V úvodním kole zůstal na jeho raketě americký veterán Michael Chang, který ve své předposlední sezóně neuhrál proti Švýcarovi žádný set. Ve druhé fázi basilejský rodák přehrál zástupce maďarského tenisu z konce první stovky Attilu Sávoltiho. Čtyřicátého prvního hráče žebříčku Rainera Schüttlera vyřadil opět bez ztráty sady, když zvládl všechny tři koncovky. Papírové předpoklady se vyplnily v osmifinále, kde jej zastavila světová devítka a sedmý nasazený Němec Tommy Haas. Po třech a půl hodinách pětisetové bitvy Federera udolal výsledkem 7–6, 4–6, 3–6, 6–4 a 8–6. Švýcar byl lepší na servisu, když nastřílel dvacet pět es proti jedenácti soupeře a vyrobil šest dvojchyb na čtyři Němce. V utkání vzal protivníkovi čtyřikrát podání z deseti nabídek, zatímco Haas využil pouze tři breakové šance ze čtrnácti příležitostí. Německý tenista vyhrál celkově 176 míčů, o pět více než Švýcar. Za stavu 6–5 a 40–30 v páté sadě promarnil Federer mečbol, když podával soupeř. Po srovnání na 6–6 to byl naopak Haas, jenž prolomil podání a utkání již doservíroval do vítězného konce.

#### Milan Indoor
Na přelomu ledna a února obhajoval titul na italském Milan Indoor, kde startoval jako druhý nasazený. Na cestě do finále odehrál nejvyrovnanější utkání ve druhém kole s Rusem Nikolajem Davyděnkem a v semifinále s 30. mužem žebříčku Gregem Rusedskim, proti němuž zvládl dva tiebreaky. V utkání o titul se utkal s 87. tenistou světové klasifikace Davidem Sanguinettim z Itálie. Po dvou hodinách a pěti minutách mu podlehl poměrem 6–7, 6–4 a 1–6, když využil tři ze třinácti breakových možností proti Italovým čtyřem prolomeným servisům z nabídky čtrnácti šancí. Sanguinetti si tak připsal druhé vítězství na okruhu ATP. 

#### 1. kolo Davis Cupu
Druhý únorový víkend se zúčastnil v roli jedničky švýcarského týmu prvního kola Světové skupiny. Na moskevském Olympijském stadionu nastoupil ke dvěma dvouhrám a čtyřhře proti hráčům Ruska.
V pátek otevřel mezistátní zápas třísetovou výhrou nad sedmým hráčem pořadí ATP Maratem Safinem. Do sobotní čtyřhry zasáhl po boku Marca Rosseta. Ve čtyřech sadách podlehli páru Kafelnikov a Safin. V nedělní zahajovací dvouhře pak přidal druhý bod, když zdolal světovou čtyřku Jevgenije Kafelnikova jednoznačným výsledkem 7–6, 6–1, 6–1. Přesto se z postupu do čtvrtfinále radovali domácí Rusové, když v rozhodujícím pátém střetnutí zdolal Safin bez ztráty setu Michela Kratochvila.

#### Rotterdam Open a Dubai Tennis Championships
V polovině února zavítal na rotterdamský ABN AMRO World Tennis Tournament ze zlaté série v roli obhájce finálové účasti a turnajové sedmičky.
Po výhře nad nizozemským hráčem z druhé stovky Johnem van Lottumem prošel druhou fází bez boje, když Thomas Enqvist do utkání nenastoupil. Ve čtvrtfinále jej po vyrovnaném průběhu 6-3, 6-7, 5-7, vyřadil 22. tenista světové klasifikace Nicolas Escudé, jemuž podlehl již ve finále předchozího ročníku. Francouz poté titul obhájil.
Na nizozemském turnaji nastoupil také do své první soutěže čtyřhry v sezóně, když se jeho spoluhráčem stal běloruský tenista Max Mirnyj. Ve třech ze čtyř utkání musel pár za stavu 1:1 na sety podstoupit závěrečný supertiebreak, který vždy zvládl ve svůj prospěch. V úvodním kole si Federer a Mirnyj poradili s českou dvojicí Radek Štěpánek a Cyril Suk. Poté přešli přes turnajové trojky z okolí dvacátého místa žebříčku Pálu s Víznerem, aby v semifinále zdolali jihoafricko-zimbabwský pár Chris Haggard a Kevin Ullyett 6–3 a 6–3. Také finále proti favorizovaným turnajovým jedničkám, bahamské světové jedenáctce Marku Knowlesovi a kanadské světové čtyřce Danielu Nestorovi, zvládli poměrem 4–6, 6–3 a 10–4. Federer si tak připsal třetí deblový titul kariéry a poprvé na okruhu ATP Tour obhájil turnajový triumf, když v Rotterdamu vyhrál již v roce 2001.
Další týden se poprvé v kariéře objevil na dubajském Dubai Tennis Championships. Ztráta bodů z Nizozemska, kde neobhájil finálovou účast, znamenala pokles na 14. příčku. Jako šestý nasazený v úvodním duelu přehrál Rumuna Adriana Voineu, aby se poté s turnajem rozloučil hladkou porážkou od Rainera Schüttlera poměrem 3–6 a 1–6.

#### Americké březnové Mastersy
V březnu rozehrál první ze dvou Mastersů probíhajících v daném měsíci na americké půdě. Jako turnajová dvanáctka svedl v prvním kole indianwellského Pacific Life Open vítězný boj proti Belgičanu Xavieru Malisseovi. Po další výhře nad Rakušanem Stefanem Koubkem narazil ve třetí fázi na Švéda z třetí desítky Thomase Enqvista. Na Seveřana však nenašel recept a za hodinu a čtrnáct minut mu podlehl 4–6 a 3–6. Opět v páru s Maxem Mirným nastoupil do čtyřhry. Podruhé v sezóně se švýcarsko-běloruská dvojice probojovala až do finále. Ve druhém kole na ně nestačil třetí nasazený pár z elitní světové desítky Jiří Novák a David Rikl. Následně přehráli americké turnajové osmičky Boba a Mika Bryanovi. V semifinále překvapivě postoupili přes nejlepší dvojici světa tvořenou prvním a druhým mužem klasifikace Donaldem Johnsonem a Jaredem Palmerem. Ve finále však byl nad jejich síly druhý nasazený pár Knowles a Nestor, který jim výsledkem 6–4 a 6–4 oplatil čerstvou rotterdamskou porážku.
Navazující událostí se stal miamský NASDAQ-100 Open v Key Biscayne. Opět v pozici turnajové dvanáctky obdržel volný los do druhé fáze. Následně vyhrál pět utkání v řadě bez ztráty setu. Na jeho raketě postupně zůstali americký kvalifikant Jeff Morrison, Španěl Albert Portas, britská turnajová pětka Tim Henman, která ve druhé sadě duel skrečovala, ve čtvrtfinále pak Rumun Andrei Pavel a konečně mezi poslední čtyřkou favorizovaná světová jednička Lleyton Hewitt. Jednalo se o premiérové Švýcarovo střetnutí s prvním hráčem světa v kariéře, které navíc vyhrál 6–3 a 6–4. Za hodinu a půl dokázal v každé sadě Australanovi sebrat jedno podání, což mu při udržení všech servisů stačilo k průniku do svého premiérového finále série Masters. V závěrečném utkání však po setech 3–6, 3–6, 6–3 a 4–6 prohrál se zkušeným Andrem Agassim, desátým hráčem žebříčku. V soutěži čtyřhry vypadl s Mirným v semifinále, kde je zdolali stejně jako v Indian Wells Knowles s Nestorem.

### Antuková sezóna

#### Monte-Carlo Open a Rome Masters
Uprostřed dubna zahájil, již jako světová jedenáctka, antukovou sezónu monackým Mastersem Monte-Carlo Open. Po výhře nad Argentincem Marianem Zabaletou vypadl v dalším zápase s jeho krajanem Davidem Nalbandianem ve dvou setech.
První květnový týden zavítal do „Věčného města“ na další událost mistrovské série Rome Masters, kde odehrál pouze jedno utkání. V něm podlehl 58. muži žebříčku Andreovi Gaudenzimu z Itálie ve dvou setech 4–6 a 4–6.

#### Hamburg Masters
Po nevydařeném vstupu do antukové části okruhu dosáhl na první výhru z tohoto povrchu v německém Hamburku. Na třetím turnaji Masters v řadě – Hamburg Masters, startoval jako nasazená jedenáctka. Na cestě do čtvrtfinále neztratil žádný set, když zdolal 29. muže klasifikace Nicoláse Lapenttiho z Chile, poté Bohdana Ulihracha a konečně rumunského kvalifikanta Adriana Voineu, jenž předtím vyřadil Henmana. Mezi poslední osmičkou si po divokém průběhu 6–0, 1–6 a 6–2, poradil s brazilským antukářem a bývalou světovou jedničkou Gustavem Kuertenem. Federer dokázal využít šest z patnácti breakbolových příležitostí, zatímco Brazilec, jemuž patřila sedmá příčka žebříčku, prolomil jeho podání jen třikrát z dvanácti šancí. V utkání trvajícím bez pěti minut hodinu a půl byl basilejský rodák úspěšnější ve statistikách získaných míčů po servisu i na příjmu.
V semifinále přehrál běloruského spoluhráče ze čtyřhry Maxe Mirného ve dvou setech a podruhé v kariéře postoupil do finále turnaje série Masters. V něm se střetl se světovou pětkou Marata Safina. V probíhající sezóně Rusa porazil již v moskevském utkání Davisova poháru a ani v Hamburku neztratil žádný set. Po dvou hodinách a dvou minutách získal dosud svůj nejcennější turnajový triumf, když zvítězil 6–1, 6–3 a 6–4. Jednalo se o třetí titul v sezóně, premiérový v sérii Masters a celkově pátý kariérní. Oba aktéři zahráli stejný počet čtyř es a dvou dvojchyb. Federer byl výrazně úspěšnější v proměňování breakových šancí, když ze sedmnácti nabídek využil osm. Safin prolomil podání pouze třikrát, když další čtyři možnosti nezužitkoval. Švýcar si připsal sto jedenáct vítězných míčů proti osmdesáti sedmi ruské jedničky.
Rekordní byla i jednorázová finanční odměna v dosavadní kariéře Švýcara, jejíž výše činila 372 000 dolarů. Stejně tak zisk 500 bodů Federera poprvé v životě posunul do elitní světové desítky tenistů, když na žebříčku ATP z 20. května figuroval na 8. místě.

#### French Open
Druhý vrchol roku – French Open, odstartoval na konci května. Poprvé byl na grandslamu nasazen mezi první desítkou, když startoval jako turnajová osmička. Jeho cestu však ukončil 45. hráč světové klasifikace Hišám Arází z Maroka, který měl celý průběh střetnutí pod kontrolou a po setech 6–3, 6–2, 6–4 postoupil do druhého kola. V utkání trvajícím hodinu a třicet pět minut Švýcar sebral soupeři dvě podání. Maročan využil šest breaků ze čtrnácti možných. Federer měl pouze 35 % úspěšnost zisku míčů po druhém podání proti 62 % úspěšnosti vítěze.
Zisk pouhých pěti bodů znamenal propad ve světové klasifikaci o dvě příčky, když mu po grandslamu patřila 10. pozice.

### Sezóna na trávě

#### Gerry Weber Open
Prvním turnajem na trávě se stal německý Gerry Weber Open hraný v severoněmeckém Halle, kam přijížděl jako druhý nasazený. Střetl se v něm se třemi zástupci německého tenisu. V prvních dvou kolech přešel přes Hendrika Dreekmanna a Davida Prinosila. Čtvrtfinálová prohra z předešlého ročníku se neopakovala, když duel proti Nichailu Južnému zvládl po dvousetovém průběhu. Stopku mu však na centrkurtu Gerry Weber Stadion vystavil v semifinále 66. muž světa Nicolas Kiefer, který jej vyřadil poměrem 6–4, 4–6 a 4–6.

#### Ordina Open
Poslední wimbledonskou přípravu odehrál na 's-hertogenboschkém Ordina Open, na němž startoval jako turnajová dvojka za Hewittem. Po výhře nad wimbledonským vítězem z roku 1996 Richardem Krajickem, jenž nebyl na žebříčku klasifikován a do hlavní soutěže nastoupil na divokou kartu, zdolal ve druhém kole krajana ze druhé stovky Iva Heubergera. Po zisku první sady soupeř zápas skrečoval. Ve čtvrtfinále jej však po setech 6–3, 5–7, 3–6 zastavil další Nizozemec v pavouku a šestý nasazený Sjeng Schalken.

#### Wimbledon
Na nejslavnější turnaj světa – londýnský Wimbledon, přijížděl jako světová devítka a turnajová sedmička. Jeho prohra v prvním kole s  chorvatským kvalifikantem Mariem Ančićem, jemuž patřila až 154. příčka žebříčku, se zařadila k velkým překvapením celého turnaje. Z utkání trvajícího přesně sto minut odešel poražen po výsledku 3–6, 6–7 a 3–6. Chorvat zahrál pět es na jedno Švýcarovo a dopustil se o polovinu méně dvojchyb. Oba aktéři si vypracovali šest šancí na prolomení soupeřova podání. Federer využil pouze jednu proti třem Ančiće.
Výpadek v úvodních kolech dvou evropských grandslamů znamenal pád z první desítky světové klasifikace, když po Wimbledonu figuroval na 11. místě.

### Červencové intermezzo

#### Suisse Open
Stejně jako v předchozích letech odehrál v první polovině července antukový Allianz Suisse Open Gstaad, kde startoval jako třetí nasazený. V prvním kole oplatil čerstvou pařížskou prohru Maročanu Hišámu Arázímu, když jej vyřadil po setech 6–4 a 6–3. Ve druhé fázi však narazil na českého hráče a pozdějšího semifinalistu turnaje Radka Štěpánka, kterému patřila až 110. pozice. Za necelou hodinu a půl odešel poražen poměrem 6–3, 3–6 a 2–6.

### Letní sezóna na amerických betonech

#### Canada Masters a Cincinnati Masters
Letní sezónu na severoamerických betonech začal v srpnu na torontském Canada Masters v roli turnajové desítky. Událost ze série Masters však opustil v prvním kole, když proti argentinské světové devatenáctce Guillermu Cañasovi nezvládl koncovky obou setů a prohrál 6–7 a 5–7. V prvním dějství oba sehráli dlouhý tiebreak, jenž vyzněl poměrem míčů 12:10 pro nenasazeného Argentince. Cañas svou aktuální formu zužitkoval, když v Kanadě vyhrál svůj první Masters po finálové výhře nad Roddickem.
Nepřesvědčivé Švýcarovy výkony pokračovaly na navazujícím Mastersu Western & Southern Financial Group Masters odehrávajícím se v ohijském Cincinnati. Z pozice turnajové desítky opět nepřešel úvodní kolo. Po třísetovém průběhu jej vyřadil 34. muž světové klasifikace Ivan Ljubičić z Chorvatska. Jednalo se o pátou Federerovu porážku z posledních šesti zápasů na okruhu. Ztráta formy se odrazila pádem na 14. místo žebříčku ATP.

#### TD Waterhouse Cup a US Open
Poslední přípravu před newyorským grandslamem odehrál v týdnu před startem US Open na TD Waterhouse Cupu v Long Islandu. Po volném losu do druhého kola prodloužil šňůru proher, když nestačil na světovou šedesát pětku Nicoláse Massúa z Chile. Přesně po dvou hodinách s ním prohrál 7–6, 1–6 a 3–6. Z pěti breakových příležitostí dokázal využít pouze jedinou. Chilan naopak prolomil Švýcarův servis pětkrát, když si celkově vypracoval patnáct šancí.
Do US Open, kde Pete Sampras dosáhl na svůj poslední 14. kariérní Grand Slam, vstupoval jako turnajová třináctka. V prvních dvou střetnutích zdolal hráče druhé stovky, Čecha Jiřího Vaňka a amerického veterána Michaela Changa. Ve třetí fázi mu set odebral devatenáctý nasazený Belgičan Xavier Malisse. V probíhající sezóně se na turnajích velké čtyřky nejdále probojoval do osmifinále. Stejně jako na Austraian Open skončil v této fázi i na dvorcích Národního tenisového centra Billie Jean Kingové. Ve čtvrtém kole byl nad jeho síly 34. hráč světa Max Mirnyj z Běloruska, na kterého po výsledku 3–6, 6–7 a 4–6, neuhrál ani jeden set. Za hodinu a padesát dva minut nevyužil z pěti šancí prolomit soupeřovo podání nevyužil ani jedinou. Mirnému tak k výhře stačily dva breaky z nabídky sedmi možností.

#### Baráž Davisova poháru
Ve druhé polovině září nastoupil za švýcarský tým na casablanské antuce do baráže o účast ve Světové skupině proti Maroku. Jednalo se o třetí střetnutí obou zemí v Davisově poháru, když v letech 1982 a 1996 vyhráli Švýcaři výsledkem 5:0. Při srpnové tragické autonehodě v Jihoafrické republice zemřel nehrající daviscupový kapitán Švýcarů Peter Carter, jenž byl dlouhodobým Federerovým trenérem v raných dobách jeho kariéry.
Poté, co v úvodním duelu Michela Kratochvila přehrál Júnis Al Ajnáví, vstupoval Federer do areálu Al Amal za nepříznivého stavu 0:1. Z pozice světové třináctky však deklasoval Hišáma Arázího 6–3, 6–2 a 6–1. V sobotní čtyřhře si po boku Georga Bastla poradil s dvojicí Al Ajnáví a Arází bez ztráty sady a ujali se vedení 2:1 na zápasy. Setrvání ve Světové skupině ztvrdila švýcarská jednička v otevírací nedělní dvouhře, když zdolala stejným poměrem jako v pátek ivdruhého Maročana Arázího poměrem 6–3, 6–2, 6–1. Za rozhodnutého stavu pak Al Aarej přehrál Kratochvila a tenisté helvetského kříže si z Maroka odváželi vítězství 3:2, které odehráli v památce za zemřelého Cartera.

### Podzimní halová sezóna

#### Kremlin Cup
Halovou podzimní část rozehrál na moskevském koberci, 13. ročníkem Kremlin Cupu, kde startoval jako nasazená pětka. V úvodním kole ztratil jediný game s Rusem z druhé stovky Denisem Golovanovem, hrajícím na divokou kartu. Ve druhém kole si poradil s Finem Jarkkem Nieminenem, aby ve čtvrtfinále skončil na raketě světové čtyřky a nejvýše nasazeného Marata Safina po dvousetovém průběhu 5–7 a 4–6.
Druhý deblový titul sezóny a celkově čtvrtý kariérní si připsal v soutěži čtyřhry, do níž nastoupil s Bělorusem Maxem Mirným, který byl jeho stabilním spoluhráčem. Jako nenasazení v první fázi zdolali turnajové trojky Damma se Sukem. V semifinále přešli přes druhé nasazené Kafelnikova s Palmerem. Ve finále na ně nenašli recept ani australské turnajové čtyřky Joshua Eagle a Sandon Stolle, když jim podlehli 4–6 a 6–7 poté, co v tiebreaku nezískali ani jeden bod.

#### CA-Tennis Trophy
Druhý říjnový týden přijížděl na vídeňský CA-Tennis Trophy ze zlaté série, kde obhajoval čtvrtfinálovou účast. Z pozice turnajové šestky ztratil při své cestě do finále jediný set, když ve druhém kole svedl bitvu s 36. mužem žebříčku Tommym Robredem, kterou dokázal vyhrát 6–2, 6–7 a 6–4. Ve třetí fázi si poradil s Čechem Bohdanem Ulihrachem a v semifinále pak uspěl s devátým hráčem klasifikace Carlosem Moyou. Ve finále se střetl se světovou dvanáctkou a druhým Čechem na turnaji Jiřím Novákem, kterého porazil po čtyřsetovém průběhu 6–4, 6–1, 3–6 a 6–4. Během dvou hodin a devíti minut strávených na kurtu byl lepší na podání, když zahrál dvanáct es na dvě soupeře a tři dvojchyby proti pěti Novákovým. Využít dokázal šest breakových šancí z dvanácti, zatímco protivník prolomil jen tři Švýcarovy podání z deseti možností. Federer si tak připsal pátý singlový titul sezóny a celkově osmý kariérní. Na prémiích obdržel téměř 120 000 dolarů. Zisk 250 bodů jej ve světové klasifikaci katapultoval zpět do elitní desítky, když ze třináctého místa poprvé poskočil až na sedmou příčku, své dosavadní maximum.

#### Mutua Madrid Masters
Následující týden se přesunul do madridské arény, kde se konal turnaj série Masters Mutua Madrileña Madrid. V roli nasazené dvanáctky neztratil žádný set s dvěma latinskoamerickými tenisty, když nejdříve vyřadil bývalou světovou jedničku Marcela Ríose a poté přehrál Ekvádorce Nicoláse Lapenttiho. Ve čtvrtfinále však nenašel recept na padesátého hráče žebříčku a kvalifikanta Fabrice Santora, jehož málo chybující obouručný forhend i bekhend na basilejského rodáka platil.

#### Swiss Indoors a Paris Masters
Ve druhé polovině října se objevil na koberci St. Jakobshalle rodné Basileje, když na Davidoff Swiss Indoors figuroval jako třetí nasazený. Po vítězstvích nad žebříčkově výrazně hůře postavenými hráči – šťastným poraženým z kvalifikace Martinem Verkerkem a německým kvalifikantem Alexandrem Waskem, ve čtvrtfinále zdolal světovou dvanáctku Andyho Roddicka 7–6 a 6–1. V semifinále jej však zastavil argentinský soupeř a osmnáctý muž pořadí David Nalbandian, který za dvě hodiny a třináct minut ukončil jeho pouť turnajem výsledkem 6–7, 7–5 a 6–3.
Předposlední událostí roku se pro Švýcara stal 28. ročník pařížského BNP Paribas Masters hraný v hale Bercy, kam zavítal jako turnajová osmička. Po volném losu zdolal Belgičana Xaviera Malisse a poté sedmého tenistu světa Tommyho Haase. Ve čtvrtfinále za hodinu a půl podlehl australské světové jedničce Lleytonu Hewittovi ve dvou setech 4–6 a 4–6. Přestože byl lepší na servisu, nastřílel více es a méně dvojchyb, nedokázal v zápase využít ani jednu šanci k breaku. Australanovi tak stačilo dvakrát prolomit podání soupeře, aby si v každé sadě vytvořil dostačující dvougamový náskok.

#### Tennis Masters Cup
Výsledky v sezóně mu poprvé v kariéře zajistily postup do závěrečné události roku pro osm nejlepších hráčů světa. Turnaj mistrů probíhající od 11. listopadu pod názvem Tennis Masters Cup proběhl v šanghajském novém mezinárodním centru Expo.
Z pozice světové šestky vyhrál čtyřčlennou základní Zlatou skupinu. V úvodním duelu si poradil se světovou čtyřkou Juanem Carlosem Ferrerem 6–3, 6–4. Poté zdolal sedmého tenistu žebříčku Jiřího Nováka poměrem 6–0, 4–6, 6–2 a konečně v závěrečném klání jej nezaskočila ani světová čtrnáctka Thomas Johansson ze Švédska, jehož porazil poměrem 6–3 a 7–5. Postoupil tak do vyřazovací semifinálové fáze, kde na druhém turnaji v řadě nestačil na světovou jedničku a druhého z červené skupiny Lleytona Hewitta po vyrovnaném průběhu 5–7, 7–5 a 5–7. Přesně za tři hodiny hry si Federer vypracoval dvacet jedna šancí na prolomení podání, z nichž dokázal proměnit pouze pět. Zkušenějšímu australskému obhájci titulu stačilo třináct breakových možností k využití šesti z nich. Australan poté získal druhý titul v řadě. 
Zisk 450 000 dolarů a 300 bodů znamenalo konečné 6. místo v žebříčku ATP. Poprvé v kariéře tak basilejský rodák zakončil sezónu v elitní desítce světové klasifikace.

## Přehled utkání

### Grand Slam
| turnaj          | fáze    | stav   | soupeř           | výsledek                     |
| --------------- | ------- | ------ | ---------------- | ---------------------------- |
| Australian Open | 1. kolo | výhra  | Michael Chang    | 6–4, 6–4, 6–3                |
| Australian Open | 2. kolo | výhra  | Attila Sávolt    | 6–2, 7–5, 6–4                |
| Australian Open | 3. kolo | výhra  | Rainer Schüttler | 7–6(8–6), 7–6(7–5), 6–4      |
| Australian Open | 4. kolo | prohra | Tommy Haas       | 7–6(7–3), 4–6, 3–6, 6–4, 8–6 |
| French Open     | 1. kolo | prohra | Hišám Arází      | 6–3, 6–2, 6–4                |
| Wimbledon       | 1. kolo | prohra | Mario Ančić      | 6–3, 7–6(7–2), 6–3           |
| US Open         | 1. kolo | výhra  | Jiří Vaněk       | 6–1, 6–3, 4–6, 7–5           |
| US Open         | 2. kolo | výhra  | Michael Chang    | 6–3, 6–1, 6–3                |
| US Open         | 3. kolo | výhra  | Xavier Malisse   | 4–6, 6–3, 6–4, 6–4           |
| US Open         | 4. kolo | prohra | Max Mirnyj       | 6–3, 7–6(7–5), 6–4           |

## ATP Tour

### Dvouhra: 80 (58–22)
| utkání | turnaj                      | stát          | datum      | kat. | místo | povrch  | fáze       | soupeř              | stav   | výsledek                     |
| 172. | Adidas International Sydney | Austrálie     | 1/7/2002   | 250  | venku | tvrdý   | 32 v kole  | Tommy Robredo       | výhra  | 7–6(7–5), 7–6(7–5)           |
| 173. | Adidas International Sydney | Austrálie     | 1/7/2002   | 250  | venku | tvrdý   | 16 v kole  | Xavier Malisse      | výhra  | 6–2, 6–4                     |
| 174. | Adidas International Sydney | Austrálie     | 1/7/2002   | 250  | venku | tvrdý   | QF         | Marcelo Ríos        | výhra  | 6–7(2–7), 7–6(7–4), 6–3      |
| 175. | Adidas International Sydney | Austrálie     | 1/7/2002   | 250  | venku | tvrdý   | SF         | Andy Roddick        | výhra  | 7–6(7–3), 6–4                |
| 176. | Adidas International Sydney | Austrálie     | 1/7/2002   | 250  | venku | tvrdý   | Finále     | Juan Ignacio Chela  | vítěz  | 6–3, 6–3                     |
| 177. | Australian Open             | Austrálie     | 1/14/2002  | GS   | venku | tvrdý   | 128 v kole | Michael Chang       | výhra  | 6–4, 6–4, 6–3                |
| 178. | Australian Open             | Austrálie     | 1/14/2002  | GS   | venku | tvrdý   | 64 v kole  | Attila Sávolt       | výhra  | 6–2, 7–5, 6–4                |
| 179. | Australian Open             | Austrálie     | 1/14/2002  | GS   | venku | tvrdý   | 32 v kole  | Rainer Schüttler    | výhra  | 7–6(8–6), 7–6(7–5), 6–4      |
| 180. | Australian Open             | Austrálie     | 1/14/2002  | GS   | venku | tvrdý   | 16 v kole  | Tommy Haas          | prohra | 6–7(3–7), 6–4, 6–3, 4–6, 6–8 |
| 181. | Milan Indoor                | Itálie        | 1/28/2002  | 250  | hala  | koberec | 32 v kole  | Stefan Koubek       | výhra  | 7–6(7–2), 6–3                |
| 182. | Milan Indoor                | Itálie        | 1/28/2002  | 250  | hala  | koberec | 16 v kole  | Nikolay Davydenko   | výhra  | 6–3, 6–7(4–7), 7–5           |
| 183. | Milan Indoor                | Itálie        | 1/28/2002  | 250  | hala  | koberec | QF         | Sargis Sargsian     | výhra  | 4–6, 6–3, 6–3                |
| 184. | Milan Indoor                | Itálie        | 1/28/2002  | 250  | hala  | koberec | SF         | Greg Rusedski       | výhra  | 7–6(9–7), 7–6(7–4)           |
| 185. | Milan Indoor                | Itálie        | 1/28/2002  | 250  | hala  | koberec | Finále     | Davide Sanguinetti  | prohra | 6–7(2–7), 6–4, 1–6           |
| 186. | RUS v. SUI, DC Svět         | Rusko         | 2/8/2002   | DC   | hala  | antuka  | 1. kolo    | Marat Safin         | výhra  | 7–5, 6–1, 6–2                |
| 187. | RUS v. SUI, DC Svět         | Rusko         | 2/8/2002   | DC   | hala  | antuka  | 1. kolo    | Jevgenij Kafelnikov | výhra  | 7–6(8–6), 6–1, 6–1           |
| 188. | Rotterdam Open              | Nizozemsko    | 2/18/2002  | 500  | hala  | tvrdý   | 32 v kole  | John van Lottum     | výhra  | 6–3, 6–4                     |
| — | Rotterdam Open              | Nizozemsko    | 2/18/2002  | 500  | hala  | tvrdý   | 16 v kole  | Thomas Enqvist      |        | bez boje                     |
| 189. | Rotterdam Open              | Nizozemsko    | 2/18/2002  | 500  | hala  | tvrdý   | QF         | Nicolas Escudé      | prohra | 6–3, 6–7(8–1,0), 5–7         |
| 190. | Dubai Tennis Championships  | SAE           | 2/25/2002  | 500  | venku | tvrdý   | 32 v kole  | Adrian Voinea       | výhra  | 6–3, 6–4                     |
| 191. | Dubai Tennis Championships  | SAE           | 2/25/2002  | 500  | venku | tvrdý   | 16 v kole  | Rainer Schüttler    | prohra | 3–6, 1–6                     |
| 192. | Masters Series Indian Wells | Spojené státy | 3/11/2002  | 1000 | venku | tvrdý   | 64 v kole  | Xavier Malisse      | výhra  | 6–7(5–7), 7–6(7–3), 6–3      |
| 193. | Masters Series Indian Wells | Spojené státy | 3/11/2002  | 1000 | venku | tvrdý   | 32 v kole  | Stefan Koubek       | výhra  | 6–4, 6–4                     |
| 194. | Masters Series Indian Wells | Spojené státy | 3/11/2002  | 1000 | venku | tvrdý   | 16 v kole  | Thomas Enqvist      | prohra | 4–6, 3–6                     |
| — | Masters Series Miami        | Spojené státy | 3/18/2002  | 1000 | venku | tvrdý   | 128 v kole | volný los           |        |                              |
| 195. | Masters Series Miami        | Spojené státy | 3/18/2002  | 1000 | venku | tvrdý   | 64 v kole  | Jeff Morrison       | výhra  | 6–1, 7–6(8–6)                |
| 196. | Masters Series Miami        | Spojené státy | 3/18/2002  | 1000 | venku | tvrdý   | 32 v kole  | Albert Portas       | výhra  | 6–4, 6–1                     |
| 197. | Masters Series Miami        | Spojené státy | 3/18/2002  | 1000 | venku | tvrdý   | 16 v kole  | Tim Henman          | výhra  | 6–2, RET                     |
| 198. | Masters Series Miami        | Spojené státy | 3/18/2002  | 1000 | venku | tvrdý   | QF         | Andrei Pavel        | výhra  | 6–1, 6–1                     |
| 199. | Masters Series Miami        | Spojené státy | 3/18/2002  | 1000 | venku | tvrdý   | SF         | Lleyton Hewitt      | výhra  | 6–3, 6–4                     |
| 200. | Masters Series Miami        | Spojené státy | 3/18/2002  | 1000 | venku | tvrdý   | Finále     | Andre Agassi        | prohra | 3–6, 3–6, 6–3, 4–6           |
| 201. | Masters Series Monte Carlo  | Monako        | 4/15/2002  | 1000 | venku | antuka  | 64 v kole  | Mariano Zabaleta    | výhra  | 7–6(7–2), 6–4                |
| 202. | Masters Series Monte Carlo  | Monako        | 4/15/2002  | 1000 | venku | antuka  | 32 v kole  | David Nalbandian    | prohra | 2–6, 1–6                     |
| 203. | Masters Series Rome         | Itálie        | 5/6/2002   | 1000 | venku | antuka  | 64 v kole  | Andrea Gaudenzi     | prohra | 4–6, 4–6                     |
| 204. | Masters Series Hamburg      | Německo       | 5/13/2002  | 1000 | venku | antuka  | 64 v kole  | Nicolás Lapentti    | výhra  | 6–1, 6–4                     |
| 205. | Masters Series Hamburg      | Německo       | 5/13/2002  | 1000 | venku | antuka  | 32 v kole  | Bohdan Ulihrach     | výhra  | 6–3, 6–0                     |
| 206. | Masters Series Hamburg      | Německo       | 5/13/2002  | 1000 | venku | antuka  | 16 v kole  | Adrian Voinea       | výhra  | 7–5, 6–4                     |
| 207. | Masters Series Hamburg      | Německo       | 5/13/2002  | 1000 | venku | antuka  | QF         | Gustavo Kuerten     | výhra  | 6–0, 1–6, 6–2                |
| 208. | Masters Series Hamburg      | Německo       | 5/13/2002  | 1000 | venku | antuka  | SF         | Max Mirnyj          | výhra  | 6–4, 6–4                     |
| 209. | Masters Series Hamburg      | Německo       | 5/13/2002  | 1000 | venku | antuka  | Finále     | Marat Safin         | vítěz  | 6–1, 6–3, 6–4                |
| 210. | Roland Garros               | Francie       | 5/27/2002  | GS   | venku | antuka  | 128 v kole | Hišám Arází         | prohra | 3–6, 2–6, 4–6                |
| 211. | Gerry Weber Open            | Německo       | 6/10/2002  | 250  | venku | tráva   | 32 v kole  | Hendrik Dreekmann   | výhra  | 6–7(5–7), 6–3, 6–4           |
| 212. | Gerry Weber Open            | Německo       | 6/10/2002  | 250  | venku | tráva   | 16 v kole  | David Prinosil      | výhra  | 6–2, 6–4                     |
| 213. | Gerry Weber Open            | Německo       | 6/10/2002  | 250  | venku | tráva   | QF         | Michail Južnyj      | výhra  | 6–3, 6–4                     |
| 214. | Gerry Weber Open            | Německo       | 6/10/2002  | 250  | venku | tráva   | SF         | Nicolas Kiefer      | prohra | 6–4, 4–6, 4–6                |
| 215. | Ordina Open                 | Nizozemsko    | 6/17/2002  | 250  | venku | tráva   | 32 v kole  | Richard Krajicek    | výhra  | 6–2, 7–5                     |
| 216. | Ordina Open                 | Nizozemsko    | 6/17/2002  | 250  | venku | tráva   | 16 v kole  | Ivo Heuberger       | výhra  | 6–4skreč                     |
| 217. | Ordina Open                 | Nizozemsko    | 6/17/2002  | 250  | venku | tráva   | QF         | Sjeng Schalken      | prohra | 6–3, 5–7, 3–6                |
| 218. | Wimbledon                   | V. Británie   | 6/24/2002  | GS   | venku | tráva   | 128 v kole | Mario Ančić         | prohra | 3–6, 6–7(2–7), 3–6           |
| 219. | Allianz Suisse Open Gstaad  | Švýcarsko     | 7/8/2002   | 250  | venku | antuka  | 32 v kole  | Hišám Arází         | výhra  | 6–4, 6–3                     |
| 220. | Allianz Suisse Open Gstaad  | Švýcarsko     | 7/8/2002   | 250  | venku | antuka  | 16 v kole  | Radek Štěpánek      | prohra | 6–3, 3–6, 2–6                |
| 221. | Masters Series Canada       | Kanada        | 7/29/2002  | 1000 | venku | tvrdý   | 64 v kole  | Guillermo Cañas     | prohra | 6–7(10–1,2), 5–7             |
| 222. | Masters Series Cincinnati   | Spojené státy | 8/5/2002   | 1000 | venku | tvrdý   | 64 v kole  | Ivan Ljubičić       | prohra | 6–2, 4–6, 3–6                |
| — | TD Waterhouse Cup           | Spojené státy | 8/19/2002  | 250  | venku | tvrdý   | 64 v kole  | volný los           |        |                              |
| 223. | TD Waterhouse Cup           | Spojené státy | 8/19/2002  | 250  | venku | tvrdý   | 32 v kole  | Nicolás Massú       | prohra | 7–6(7–5), 1–6, 3–6           |
| 224. | US Open                     | Spojené státy | 8/26/2002  | GS   | venku | tvrdý   | 128 v kole | Jiří Vaněk          | výhra  | 6–1, 6–3, 4–6, 7–5           |
| 225. | US Open                     | Spojené státy | 8/26/2002  | GS   | venku | tvrdý   | 64 v kole  | Michael Chang       | výhra  | 6–3, 6–1, 6–3                |
| 226. | US Open                     | Spojené státy | 8/26/2002  | GS   | venku | tvrdý   | 32 v kole  | Xavier Malisse      | výhra  | 4–6, 6–3, 6–4, 6–4           |
| 227. | US Open                     | Spojené státy | 8/26/2002  | GS   | venku | tvrdý   | 16 v kole  | Max Mirnyj          | prohra | 3–6, 6–7(5–7), 4–6           |
| 228. | MAR v. SUI, DC Svět         | Maroko        | 9/20/2002  | DC   | venku | antuka  | baráž      | Hišám Arází         | výhra  | 6–3, 6–2, 6–1                |
| 229. | MAR v. SUI, DC Svět         | Maroko        | 9/20/2002  | DC   | venku | antuka  | baráž      | Júnis Al Ajnáví     | výhra  | 6–3, 6–2, 6–1                |
| 230. | Kremlin Cup                 | Rusko         | 9/30/2002  | 250  | hala  | koberec | 32 v kole  | Denis Golovanov     | výhra  | 6–0, 6–1                     |
| 231. | Kremlin Cup                 | Rusko         | 9/30/2002  | 250  | hala  | koberec | 16 v kole  | Jarkko Nieminen     | výhra  | 6–1, 6–4                     |
| 232. | Kremlin Cup                 | Rusko         | 9/30/2002  | 250  | hala  | koberec | QF         | Marat Safin         | prohra | 5–7, 4–6                     |
| 233. | CA-Tennis Trophy            | Rakousko      | 10/7/2002  | 500  | hala  | tvrdý   | 32 v kole  | Željko Krajan       | výhra  | 7–5, 6–1                     |
| 234. | CA-Tennis Trophy            | Rakousko      | 10/7/2002  | 500  | hala  | tvrdý   | 16 v kole  | Tommy Robredo       | výhra  | 6–2, 6–7(5–7), 6–4           |
| 235. | CA-Tennis Trophy            | Rakousko      | 10/7/2002  | 500  | hala  | tvrdý   | QF         | Bohdan Ulihrach     | výhra  | 6–3, 6–3                     |
| 236. | CA-Tennis Trophy            | Rakousko      | 10/7/2002  | 500  | hala  | tvrdý   | SF         | Carlos Moyá         | výhra  | 6–2, 6–3                     |
| 237. | CA-Tennis Trophy            | Rakousko      | 10/7/2002  | 500  | hala  | tvrdý   | Finále     | Jiří Novák          | vítěz  | 6–4, 6–1, 3–6, 6–4           |
| — | Masters Series Madrid       | Španělsko     | 10/14/2002 | 1000 | hala  | tvrdý   | 64 v kole  | volný los           |        |                              |
| 238. | Masters Series Madrid       | Španělsko     | 10/14/2002 | 1000 | hala  | tvrdý   | 32 v kole  | Marcelo Ríos        | výhra  | 6–4, 6–2                     |
| 239. | Masters Series Madrid       | Španělsko     | 10/14/2002 | 1000 | hala  | tvrdý   | 16 v kole  | Nicolás Lapentti    | výhra  | 6–3, 6–4                     |
| 240. | Masters Series Madrid       | Španělsko     | 10/14/2002 | 1000 | hala  | tvrdý   | QF         | Fabrice Santoro     | prohra | 5–7, 3–6                     |
| 241. | Davidoff Swiss Indoors      | Švýcarsko     | 10/21/2002 | 250  | hala  | koberec | 32 v kole  | Martin Verkerk      | výhra  | 6–3, 6–3                     |
| 242. | Davidoff Swiss Indoors      | Švýcarsko     | 10/21/2002 | 250  | hala  | koberec | 16 v kole  | Alexander Waske     | výhra  | 6–3, 7–6(7–1)                |
| 243. | Davidoff Swiss Indoors      | Švýcarsko     | 10/21/2002 | 250  | hala  | koberec | QF         | Andy Roddick        | výhra  | 7–6(7–5), 6–1                |
| 244. | Davidoff Swiss Indoors      | Švýcarsko     | 10/21/2002 | 250  | hala  | koberec | SF         | David Nalbandian    | prohra | 7–6(7–2), 5–7, 3–6           |
| — | Masters Series Paris        | Francie       | 10/28/2002 | 1000 | hala  | koberec | 64 v kole  | volný los           |        |                              |
| 245. | Masters Series Paris        | Francie       | 10/28/2002 | 1000 | hala  | koberec | 32 v kole  | Xavier Malisse      | výhra  | 6–2, 6–4                     |
| 246. | Masters Series Paris        | Francie       | 10/28/2002 | 1000 | hala  | koberec | 16 v kole  | Tommy Haas          | výhra  | 6–2, 7–6(7–2)                |
| 247. | Masters Series Paris        | Francie       | 10/28/2002 | 1000 | hala  | koberec | QF         | Lleyton Hewitt      | prohra | 4–6, 4–6                     |
| 248. | Tennis Masters Cup          | ČLR           | 11/11/2002 | WC   | hala  | tvrdý   | zs         | Juan Carlos Ferrero | výhra  | 6–3, 6–4                     |
| 249. | Tennis Masters Cup          | ČLR           | 11/11/2002 | WC   | hala  | tvrdý   | zs         | Jiří Novák          | výhra  | 6–0, 4–6, 6–2                |
| 250. | Tennis Masters Cup          | ČLR           | 11/11/2002 | WC   | hala  | tvrdý   | zs         | Thomas Johansson    | výhra  | 6–3, 7–5                     |
| 251. | Tennis Masters Cup          | ČLR           | 11/11/2002 | WC   | hala  | tvrdý   | SF         | Lleyton Hewitt      | prohra | 5–7, 7–5, 5–7                |
| QF – čtvrtfinále, SF – semifinále, zs – základní skupina kategorie: 250 – International Series / 500 – International Series Gold / 1000 – Masters Series / WC – Turnaj mistrů / GS – Grand Slam / |                             |               |            |      |       |         |            |                     |        |                              |

## Přehled finále
| Legenda                                      |
| Grand Slam (0–0)                             |
| Tennis Masters Cup (0–0)                     |
| ATP Masters Series (1–1 D; 0–1 Č)            |
| ATP International Series Gold (1–0 D; 1–0 Č) |
| ATP International Series (1–1 D; 1–0 Č)      |
| D – dvouhra; Č – čtyřhra                     |

| Finále dle povrchu     |
| ---------------------- |
| tvrdý (2–1 D; 1–1 Č)   |
| antuka (1–0 D)         |
| koberec (0–1 D; 1–0 Č) |

| Finále dle místa     |
| -------------------- |
| venku (2–1 D; 2–0 Č) |
| hala (1–1 D; 0–1 Č)  |

### Dvouhra: 5 (3–2)
| stav      | č. | datum           | turnaj               | povrch      | soupeř ve finále   | výsledek           |
| --------- | -- | --------------- | -------------------- | ----------- | ------------------ | ------------------ |
| Vítěz     | 2. | 13. ledna 2002  | Sydney, Austrálie    | tvrdý       | Juan Ignacio Chela | 6–3, 6–3           |
| Finalista | 5. | 3. února 2002   | Milán, Itálie        | koberec (h) | Davide Sanguinetti | 6–7(2–7), 6–4, 1–6 |
| Finalista | 6. | 31. března 2002 | Miami, Spojené státy | tvrdý       | Andre Agassi       | 3–6, 3–6, 6–3, 4–6 |
| Vítěz     | 3. | 19. května 2002 | Hamburk, Německo     | antuka      | Marat Safin        | 6–1, 6–3, 6–4      |
| Vítěz     | 4. | 13. října 2002  | Vídeň, Rakousko      | tvrdý (h)   | Jiří Novák         | 6–4, 6–1, 3–6, 6–4 |

### Čtyřhra: 3 (2–1)
| stav      | č. | datum           | turnaj                      | povrch      | spoluhráč  | soupeři ve finále          | výsledek         |
| --------- | -- | --------------- | --------------------------- | ----------- | ---------- | -------------------------- | ---------------- |
| Vítěz     | 3. | 24. února 2002  | Rotterdam, Nizozemsko (2)   | tvrdý (h)   | Max Mirnyj | Mark Knowles Daniel Nestor | 4–6, 6–3, [10–4] |
| Finalista | 2. | 17. března 2002 | Indian Wells, Spojené státy | tvrdý       | Max Mirnyj | Mark Knowles Daniel Nestor | 4–6, 4–6         |
| Vítěz     | 4. | 6. října 2002   | Moskva, Rusko               | koberec (h) | Max Mirnyj | Joshua Eagle Sandon Stolle | 6–4, 7–6(7–0)    |

## Finanční odměny
| Soutěž                    | turnaj                      | finanční odměna |
| ------------------------- | --------------------------- | --------------- |
| Dvouhra                   | Adidas International Sydney | $48 850         |
| Dvouhra                   | Australian Open             | $32 500         |
| Dvouhra                   | Milan Indoor                | $28 730         |
| Dvouhra                   | Rotterdam Open              | $18 700         |
| Dvouhra                   | Dubai Tennis Championships  | $12 450         |
| Dvouhra                   | Indian Wells Masters        | $30 000         |
| Dvouhra                   | Miami Masters               | $240 000        |
| Dvouhra                   | Monte-Carlo Masters         | $15 000         |
| Dvouhra                   | Rome Masters                | $7 900          |
| Dvouhra                   | Hamburg Masters             | $372 000        |
| Dvouhra                   | French Open                 | $10 677         |
| Dvouhra                   | Gerry Weber Open            | $34 750         |
| Dvouhra                   | Ordina Open                 | $9 940          |
| Dvouhra                   | Wimbledon                   | $11 800         |
| Dvouhra                   | UBS Open Gstaad             | $9 400          |
| Dvouhra                   | Canada Masters              | $8 325          |
| Dvouhra                   | Cincinnati Masters          | $8 325          |
| Dvouhra                   | TD Waterhouse Cup           | $4 800          |
| Dvouhra                   | US Open                     | $58 000         |
| Dvouhra                   | Kremlin Cup                 | $27 000         |
| Dvouhra                   | CA-TennisTrophy             | $119 750        |
| Dvouhra                   | Masters Series Madrid       | $58 600         |
| Dvouhra                   | Davidoff Swiss Indoors      | $46 000         |
| Dvouhra                   | BNP Paribas Masters         | $58 600         |
| Dvouhra                   | Tennis Masters Cup          | $450 000        |
| Čtyřhra                   | Rotterdam Open              | $26 225         |
| Čtyřhra                   | Dubai Tennis Championships  | $5 025          |
| Čtyřhra                   | Indian Wells Masters        | $35 565         |
| Čtyřhra                   | Miami Masters               | $20 500         |
| Čtyřhra                   | Monte-Carlo Masters         | $2 000          |
| Čtyřhra                   | Rome Masters                | $4 975          |
| Čtyřhra                   | UBS Open Gstaad             | $1 250          |
| Čtyřhra                   | Canada Masters              | $9 825          |
| Čtyřhra                   | Cincinnati Masters          | $5 300          |
| Čtyřhra                   | US Open                     | $11 250         |
| Čtyřhra                   | Kremlin Cup                 | $32 500         |
| Čtyřhra                   | CA-TennisTrophy             | $3 515          |
| Přehled                   | výdělek v sezóně            | $1 995 027      |
| Přehled                   | výdělek v kariéře           | $3 737 328      |
| kurziva – turnajový titul |                             |                 |